# Список ссавців Австралії
Фауна Австралії та прилеглих вод включає 379 видів ссавців, в тому числі 159 сумчастих, 76 кажанів, 69 гризунів (5 інтродукованих), 44 китоподібних, 10 ластоногих, 3 плацентарних наземних хижаків (2 сучасних і 1 субрецентний інтродуценти) , 13 інтродукованих копитних, 2 інтродукованих Зайцеподібні, і 1 сирена (Дюгонь). Систематика і номенклатура за Van Dyck and Strahan.
Списки видів за Menkhorst and Knight з доповненнями за Gardner and Groves ........

## Ендеміки Австралії
83% ссавців Австралії ніде більше не зустрічаються, тобто є місцевими ендеміками. Ендемічними для материка є декілька родів і родин:
- Ряд ноториктоподібні (Notoryctemorphia, 1 родина, 1 рід і 2 види);
- Ряд Дазиуроподібні (Dasyuromorphia), або "хижі сумчасті";
- Ряд Однопрохідні (Monotremata). Качконіс і єхидна;
- Родина Тилацинові (Thylacinidae), вимерли. 1 вид — тилацин, або сумчастий вовк (Thylacinus cynocephalus). Острів Тасманія;
- Родина Намбатові (Myrmecobiidae) 1 вид в Австралії (намбат, або сумчастий мурахоїд);
- Родина Вомбатові (Vombatidae);
- Родина Коалові (Phascolarctidae), вкл. 1 вид: Коала, або сумчастий ведмідь (Phascolarctos cinereus).

## рядОднопрохідні(Monotremata,яйцекладні)
Родина Ornithorhynchidae
- Качконіс, Ornithorhynchus anatinus

Родина Tachyglossidae
- Австралійська єхидна, Tachyglossus aculeatus

## Сумчасті

### ряддазиуроподібні—Dasyuromorphia(Хижі сумчасті)
Родина тилацинові — Thylacinidae
- † Тилацин,Thylacinus cynocephalus - вимерлий

Родина дазиурові, або кволові — Dasyuridae
- Підродина Dasyurinae
  - Гребнехвості сумчасті миші Dasycercus
    - Dasycercus blythi;
    - Гребнехвоста сумчаста миша Dasycercus cristicauda

  - Західноавстралійські сумчасті миші Dasykaluta
    - Західна сумчаста миша Dasykaluta rosamondae

  - Двогребнехвості сумчасті миші Dasyuroides
    - Двогребнехвоста сумчаста миша Dasyuroides byrnei

  - Плямисті сумчасті куниці Dasyurus
    - Чернохвоста сумчаста куниця Dasyurus geoffroii;
    - Північна сумчаста куниця Dasyurus hallucatus;
    - Плямистохвоста сумчаста куниця Dasyurus maculatus;
    - Крапчаста сумчаста куниця Dasyurus viverrinus

  - Крапчасті сумчасті миші Parantechinus
    - Крапчаста сумчаста миша Parantechinus apicalis

  - Pseudantechinus
    - Pseudantechinus bilarni
    - Pseudantechinus macdonnellensis
    - Pseudantechinus mimulus
    - Pseudantechinus ningbing
    - Pseudantechinus roryi
    - Pseudantechinus woolleyae

  - Тасманійські дияволи, Sarcophilus
    - Тасманійський диявол, Sarcophilus harrisii

- Підродина Phascogalinae
  - Сумчасті миші Antechinus
    - Antechinus adustus
    - Antechinus agilis
    - Плямистоока сумчаста миша Antechinus bellus
    - Жовтонога сумчаста миша Antechinus flavipes
    - Сумчаста миша Годмана Antechinus godmani
    - Коричнева сумчаста миша Antechinus leo
    - Мала сумчаста миша Antechinus minimus
    - Бура сумчаста миша Antechinus stuartii
    - Antechinus subtropicus
    - Сумчаста миша Свенсона Antechinus swainsonii

  - Мишовидки Phascogale
    - Малий сумчастий пацюк Phascogale calura'
    - Тафа Phascogale tapoatafa
- Підродина Sminthopsinae
  - Сумчасті землерийки, Sminthopsis
  - Сумчастий тушканчик, Antechinomys laniger

- ПідродинаPlanigalinae
  - Нінг Ningaui
    - Вонг, Ningaui ridei
    - Західний нінгьйо Ningaui timealeyi
    - Південний нінгьйо Ningaui yvonneae

  - Плоскоголові сумчасті миші Planigale
    - Дрібнозуба сумчаста миша Planigale gilesi
    - Північна сумчаста миша Planigale ingrami
    - Карликова сумчаста миша Planigale maculata
    - Новогвінейська сумчаста миша Planigale novaeguineae
    - Південна сумчаста миша Planigale tenuirostris

Родина Myrmecobiidae
- Намбат, Myremecobius fasciatus

### рядбандикутоподібні—Peramelemorphia(бандикути)
Родина Peroryctidae
- Бандикути, Echymipera rufescens

Родина Бандикутові — Peramelidae
Родина [[]] — Thylacomyidae

### рядNotoryctemorphia
Родина Notoryctidae

### рядкускусоподібні—Diprotodontia

#### підрядвомбатовиді—Vombatiformes
Родина вомбатові — Vombatidae
Родина коалові — Phascolarctidae
- Коала, Phascolarctos cinereus

#### підрядкускусовиді-Phalangeriformes(поссумиі "летяги")
Родина кускусові - Phalangeridae
Родина бурамісові — Burramyidae (Карликові кускус)
- Гірський кускус, Burramys parvus
- Соневідние кускус, Cercartetus
  - Cercartetus caudatus
  - Cercartetus concinnus
  - Cercartetus lepidus
  - Cercartetus nanus

Родина Tarsipedidae
- Поссум-медоїд, Tarsipes rostratus або Tarsipes spenserae

Родина Petauridae
- Підродина Dactylopsilinae
  - Смугасті кускуси, Dactylopsila
    - Dactylopsila megalura
    - Dactylopsila palpator
    - Dactylopsila tatei
    - Dactylopsila trivergata

- ПідродинаPetaurinae
  - Білячий кускус, Gymnobelideus leadbeateri
  - Сумчасті летяги , Petaurus
    - Petaurus abidi
    - Petaurus australis
    - Petaurus biacensis
    - Petaurus breviceps цукровий літаючий поссум
    - Petaurus gracilis
    - Petaurus norfolcensis

Родина Pseudocheiridae, Кільцехвості поссуми
Родина Acrobatidae, перохвості летяги
- Перохвості акробати, Acrobates pygmaeus

#### підрядкенгуровиді—Macropodiformes(кенгуру і валабі)
Родина Hypsiprymnodontidae
- Кенгуровий мускусний щур, Hypsiprymnodon moschatus

Родина Potoroidae, кенгурові щури
- Рудий беттонг, великий щурячий кенгуру, Aepyprymnus rufescens
- Беттонгі, опоссумові щури, Bettongia
  - Bettongia gaimardi
  - Bettongia lesueur
  - Bettongia penicillata
  - Bettongia tropica

- Гологрудий кенгуру, Caloprymnus campestris (вимер)
- Поторій, Potorous
  - Potorous longipes
  - Potorous platyops (вимер)
  - Potorous tridactylus
  - Potorous gilbertii

Родина кенгурові — Macropodidae
- Підродина Sthenurinae
  - Смугастий кенгуру , смугастий валабі-заєць,Lagostrophus fasciatus
- Підродина Macropodinae
  - Кенгуру — (Macropus) — Звичайні (велетенські) кенгуру і валабі 
    - кенгуру прудкий (прудкий валабі), Macropus agilis
    - Валабі-антилопа, Macropus antilopinus
    - Валару Бернарда, Macropus bernadus
    - Чернополосий валабі, Macropus dorsalis
    - Кенгуру таммар, Macropus eugenii
    - кенгуру сірий західний, Macropus fuliginosus
    - кенгуру сірий східний , Macropus giganteus
    - Валабі Грея,Macropus greyii (вимер)
    - Рукавичок валабі,Macropus irma
    - Валабі Парма, Macropus parma
    - Валабі Паррі, Macropus parryi
    - валару звичайний, Macropus robustus
    - Рудо-сірий валабі, Macropus rufogrisseus
    - Рудий кенгуру, Macropus rufus
    - Macropus thor

  - Валабі, Wallabia
    -  Валабі болотний , Wallabia bicolor

  -  Гірські валабі  — Petrogale
    - Petrogale assimilis
    - Petrogale brachyotis
    - Petrogale burbidgei
    - Petrogale coenensis
    - Petrogale concinna
    - Petrogale godmani
    - Petrogale inornata
    - Petrogale herberti
    - Petrogale lateralis
    - Petrogale mareeba
    - Petrogale penicillata
    - Petrogale persephone
    - Petrogale purpureicollis
    - Petrogale rothschildi
    - Petrogale sharmani
    - Petrogale xanthopus

  - Філандер 
    - Thylogale billardierii
    - Thylogale stigmatica
    - Thylogale thetis

  -  Квока , короткохвостий кенгуру, Setonix brachyurus
  - Валабі кігтехвостий 
    - Onychogalea fraenata
    - Onychogalea lunata(вимер)
    - Onychogalea unguifera

  -  Валабі-зайці 
    - Lagorchestes asomatus
    - Lagorchestes conspicillatus
    - Lagorchestes hirsutus
    - Lagorchestes leporides

  -  Деревні валабі 
    - Dendrolagus inustus
    - Dendrolagus lumholtzi
    - Dendrolagus bennettianus
    - Dendrolagus ursinus
    - Dendrolagus matschiei Деревний кенгуру Матші
    - Dendrolagus dorianus
    - Dendrolagus goodfellowi
    - Dendrolagus spadix
    - Dendrolagus mbaiso
    - Dendrolagus scottae

  -  Лісові валабі Нової Гвінеї
    - Dorcopsis vanheurni
    -  Кенгуру Маклея ,Dorcopsis (Dorcopsulus) macleayi
    - Dorcopsis veterum
    - Dorcopsis hageni
    - Dorcopsis atrata

## Галерея ссавців Австралії

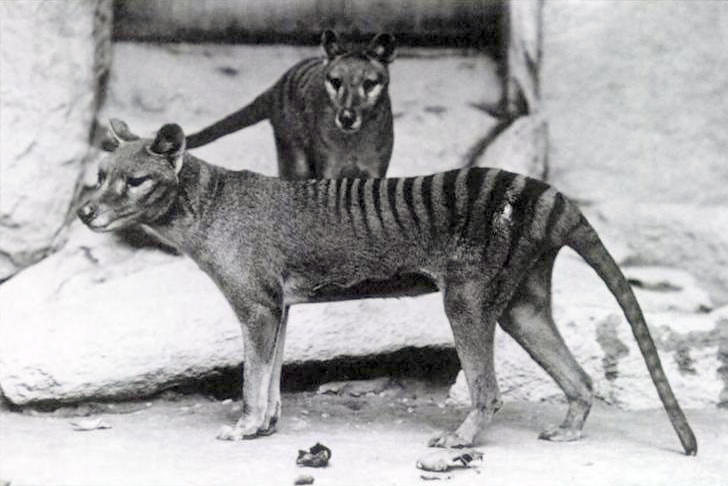
Тилацин, вимерлий в 1936 році
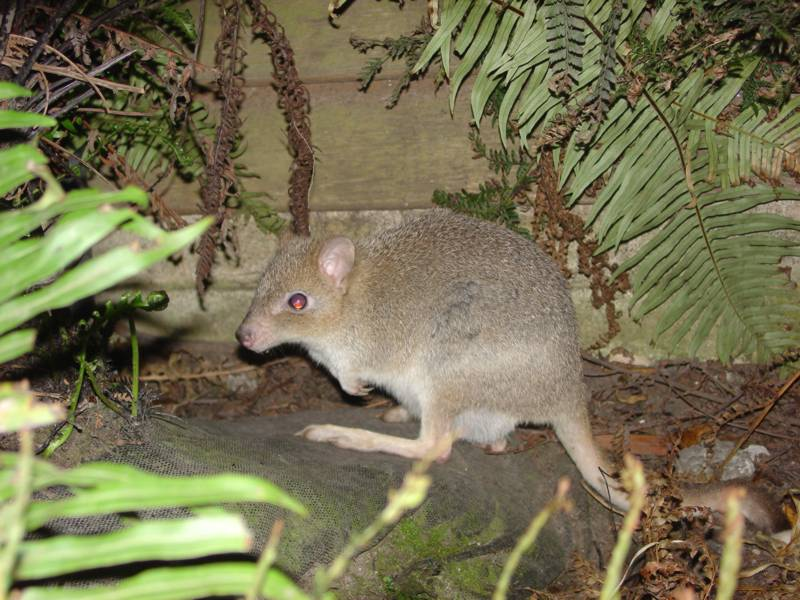
Bettongia gaimardi
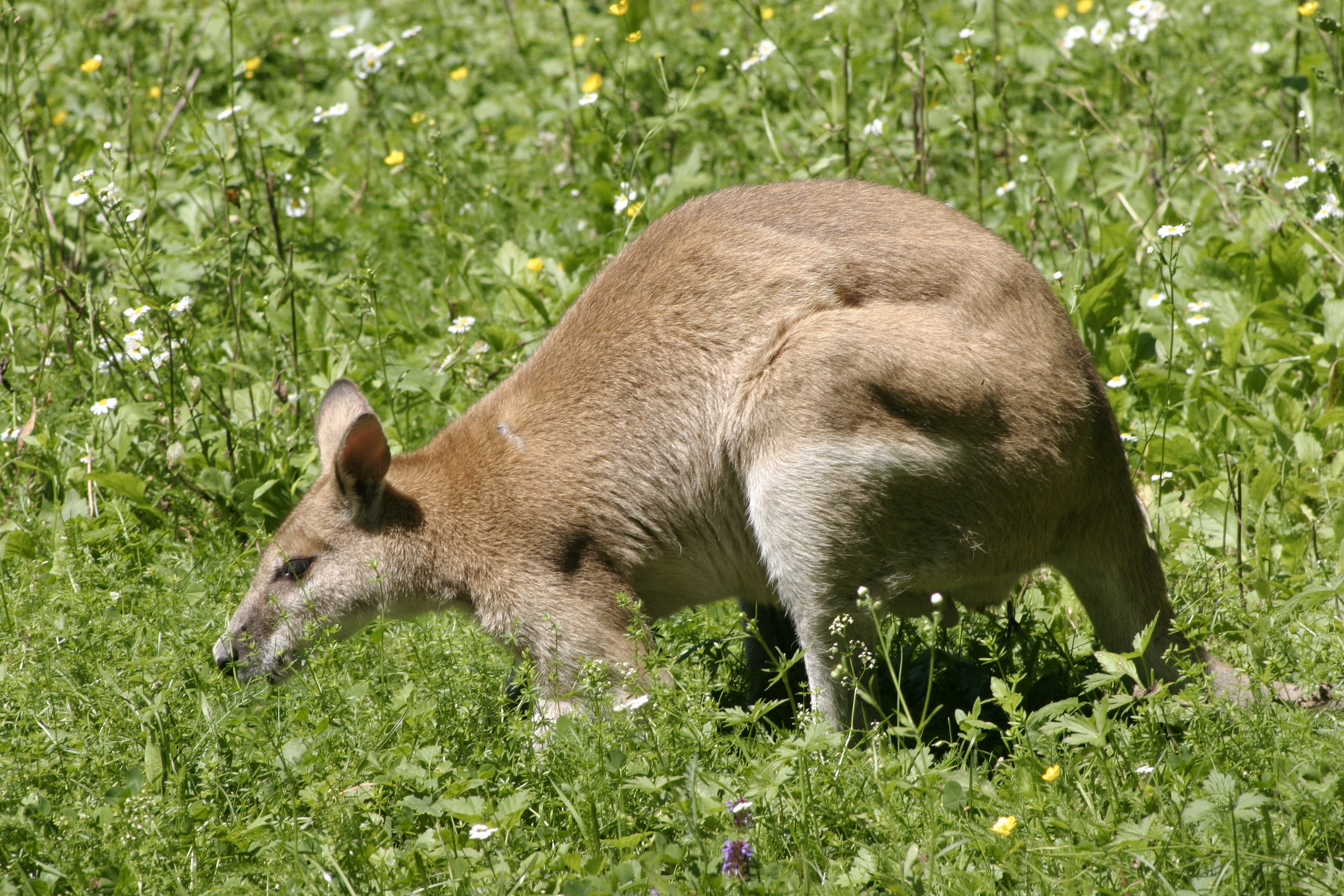
Macropus agilis
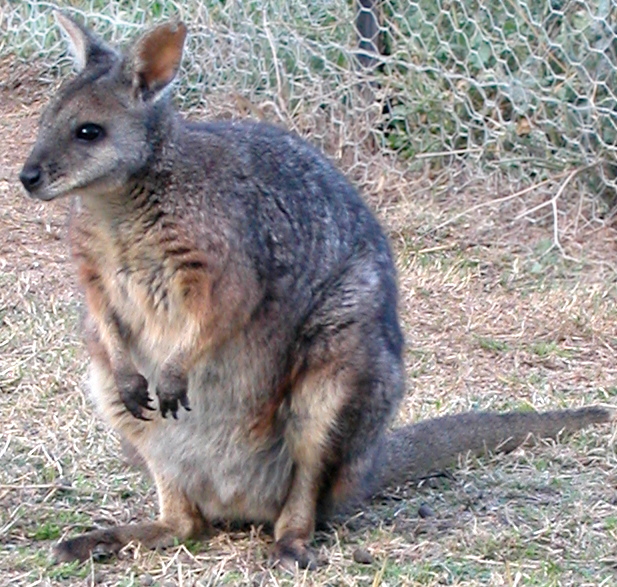
Macropus eugenii
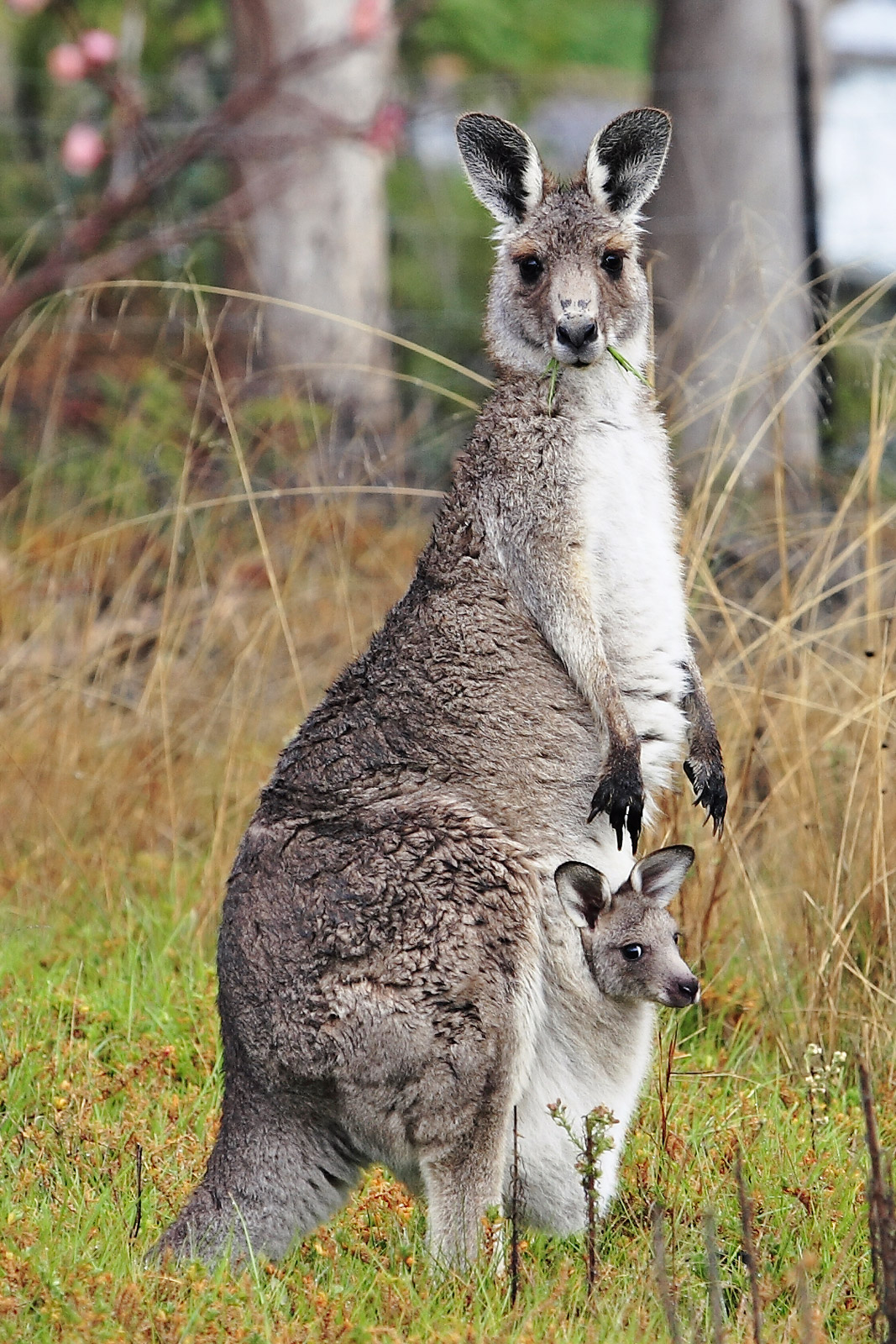
Macropus giganteus
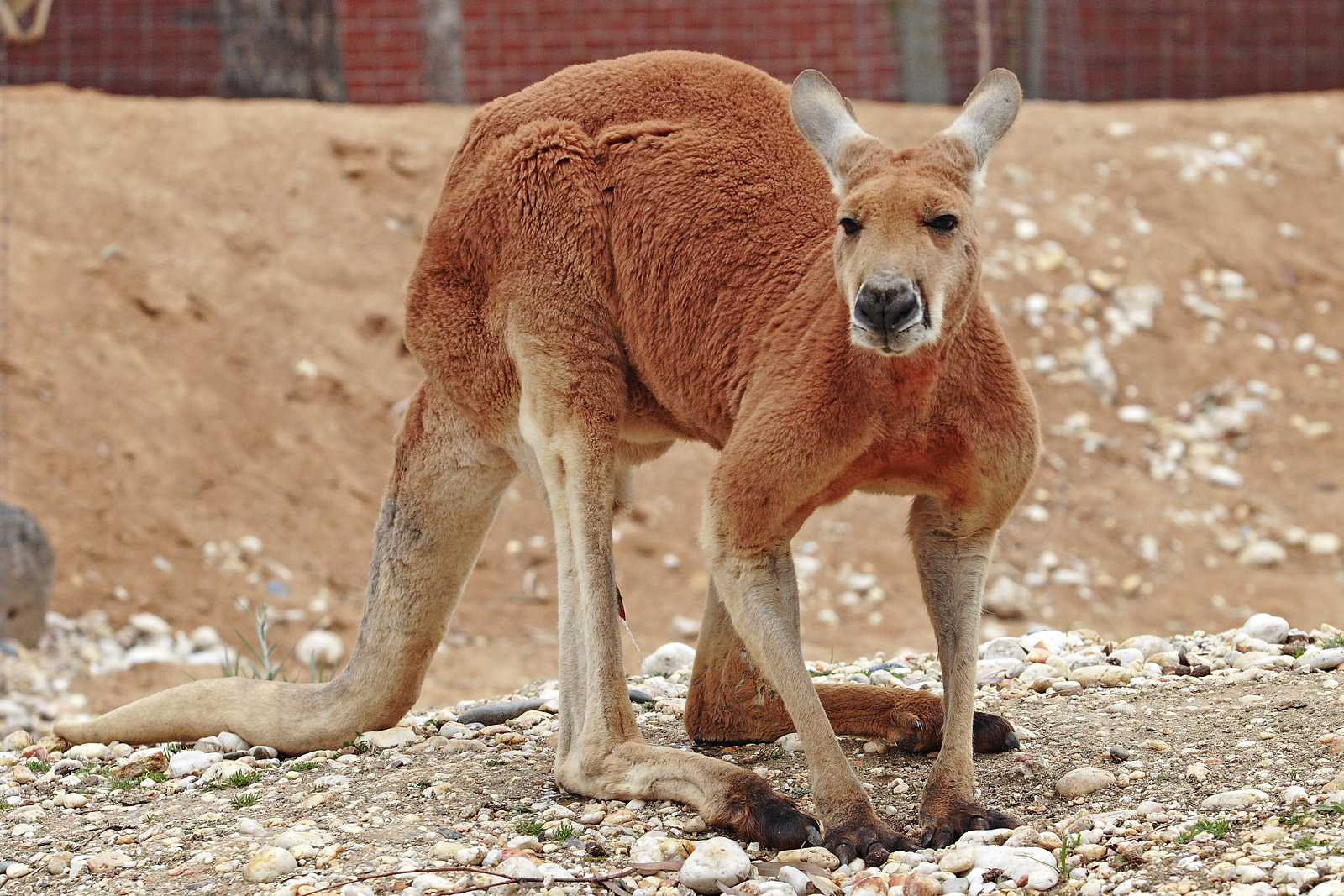
Macropus rufus
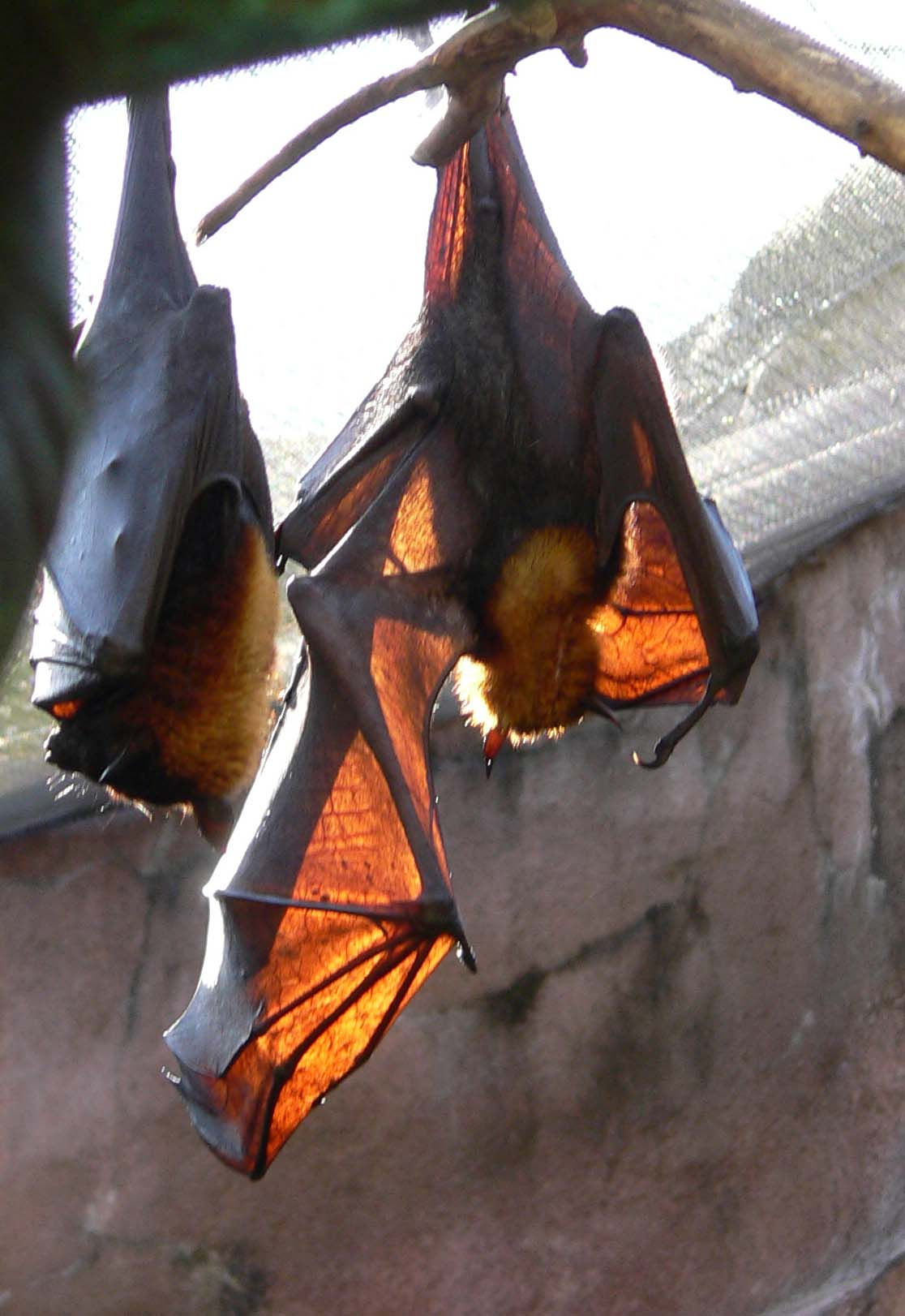
Pteropus vampyrus
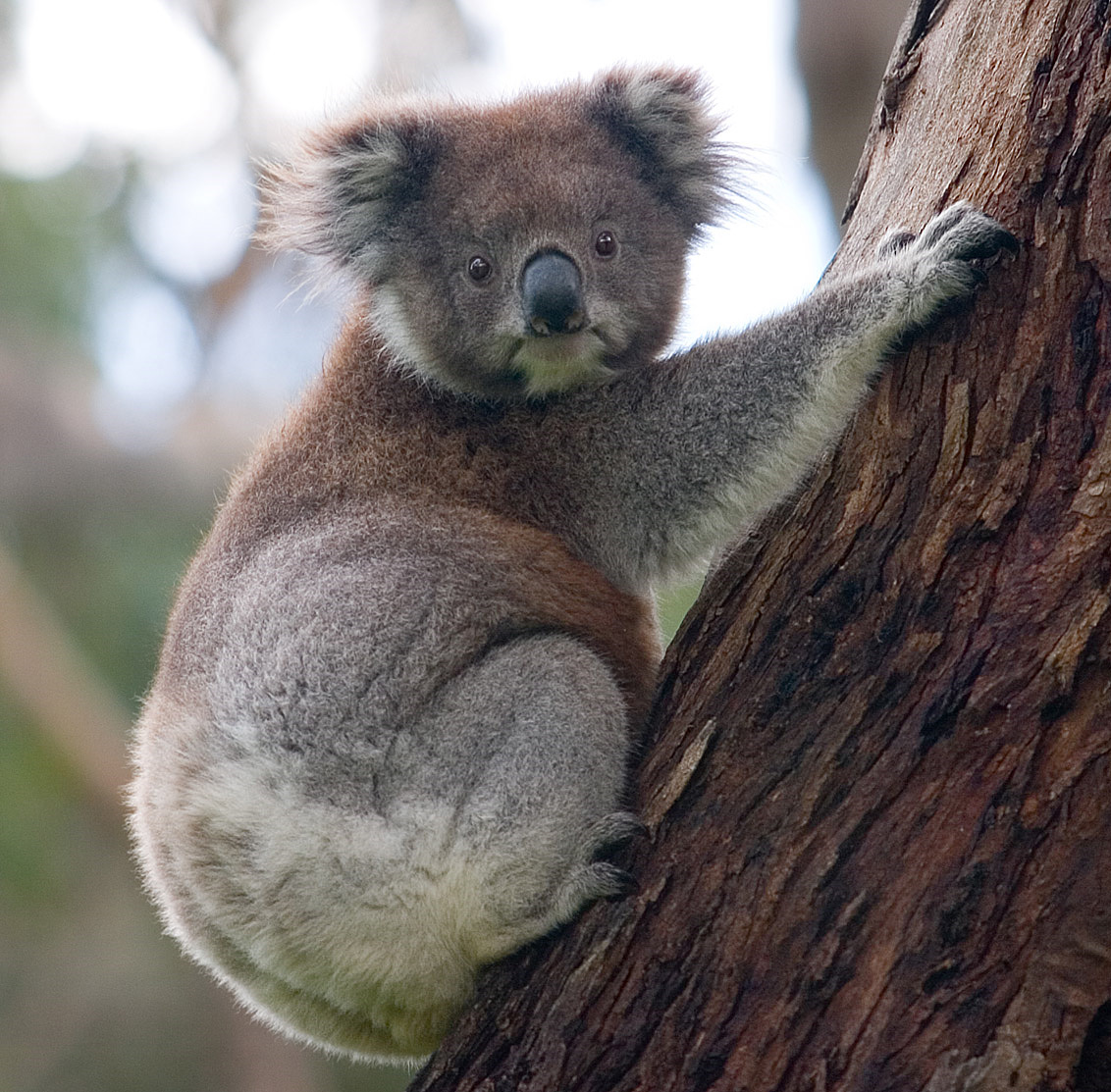
Phascolarctos cinereus
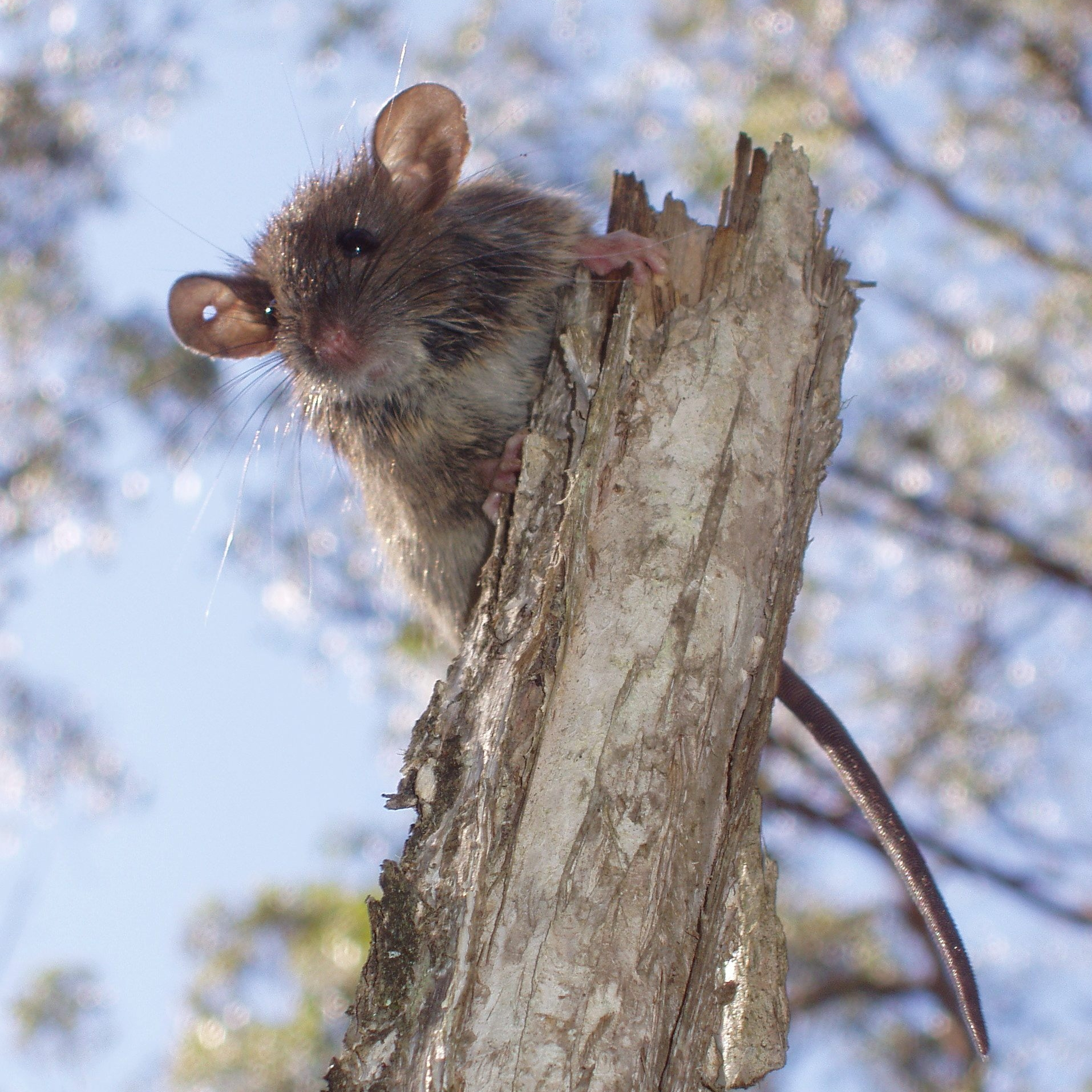
Rattus fuscipes
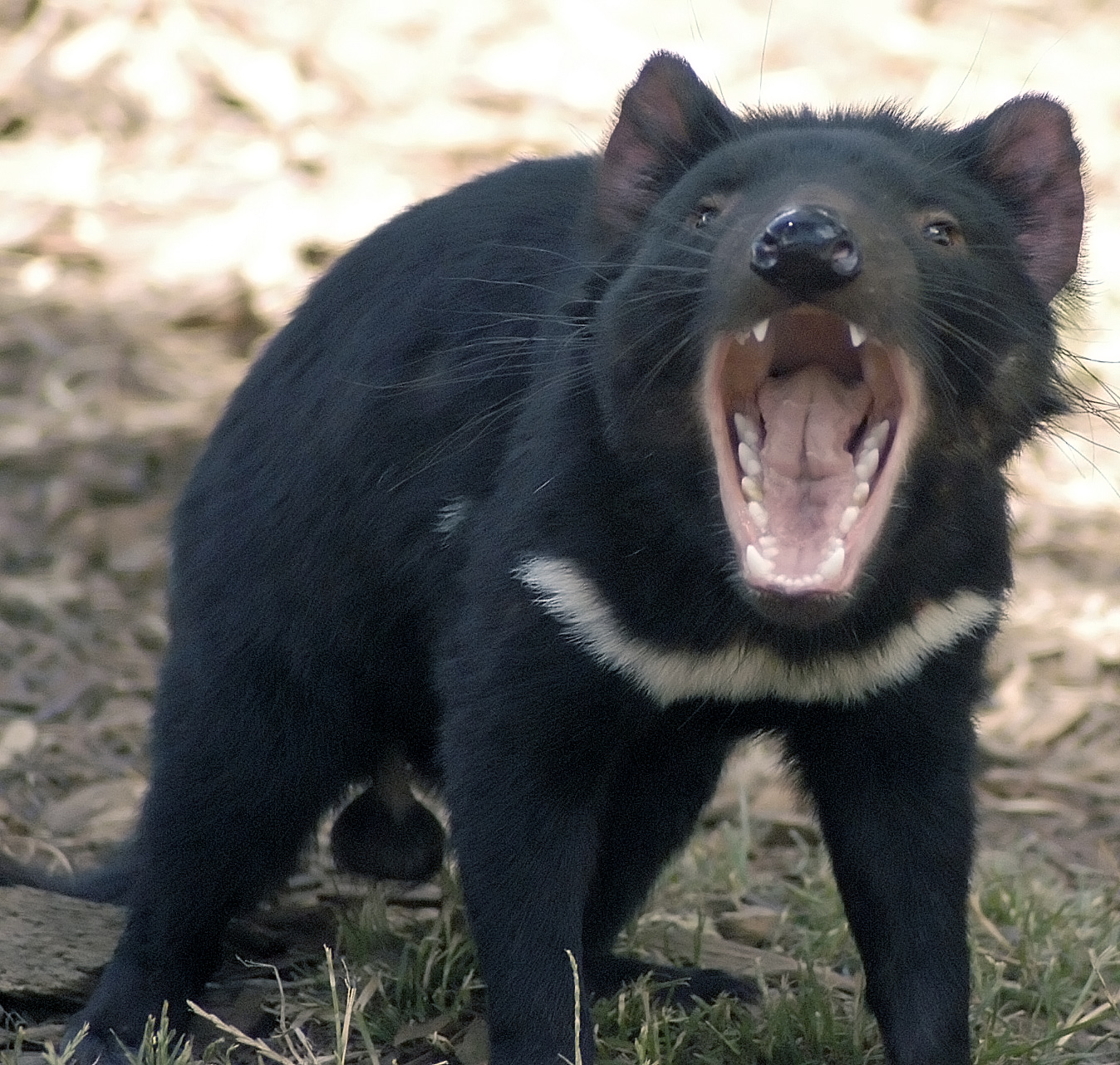
Sarcophilus harrisii
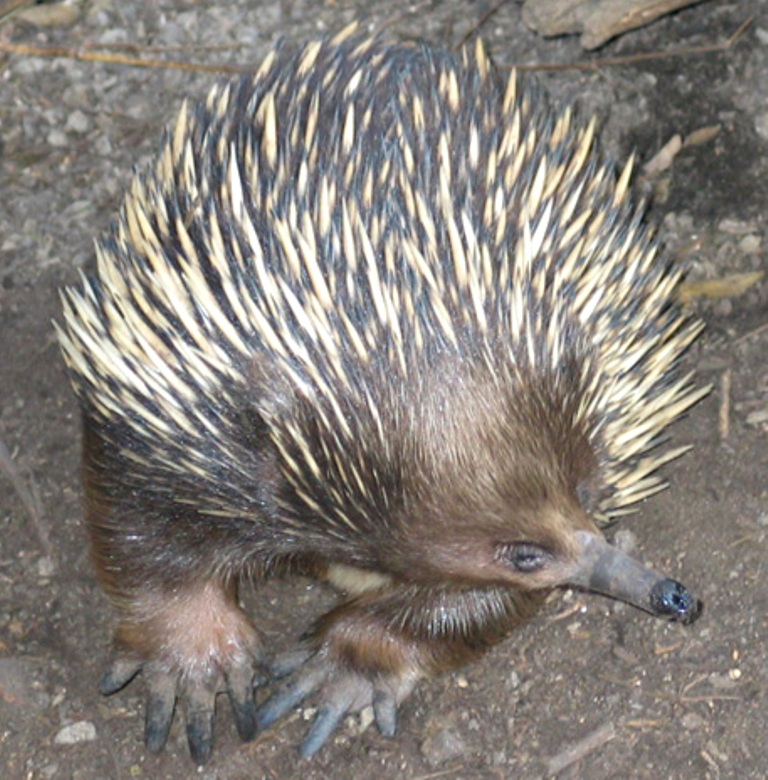
Єхидна,Tachyglossus aculeatus
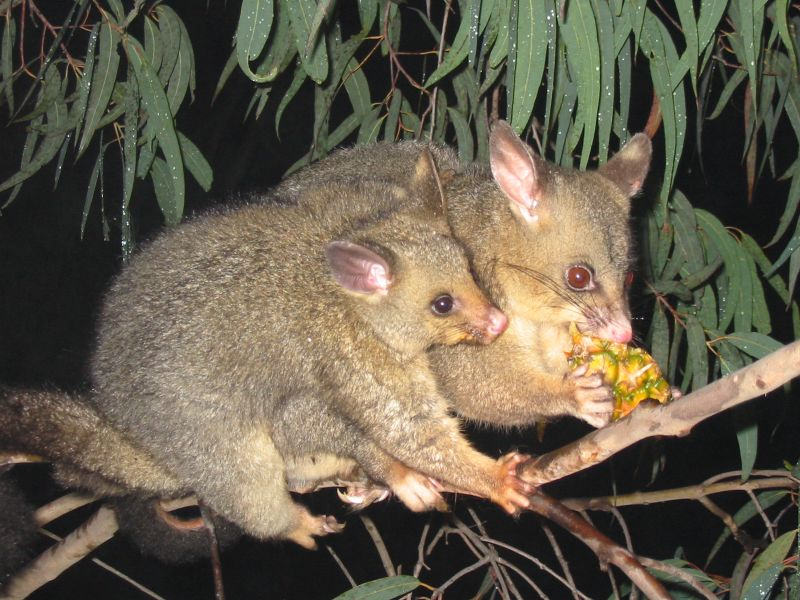
Trichosurus vulpecula
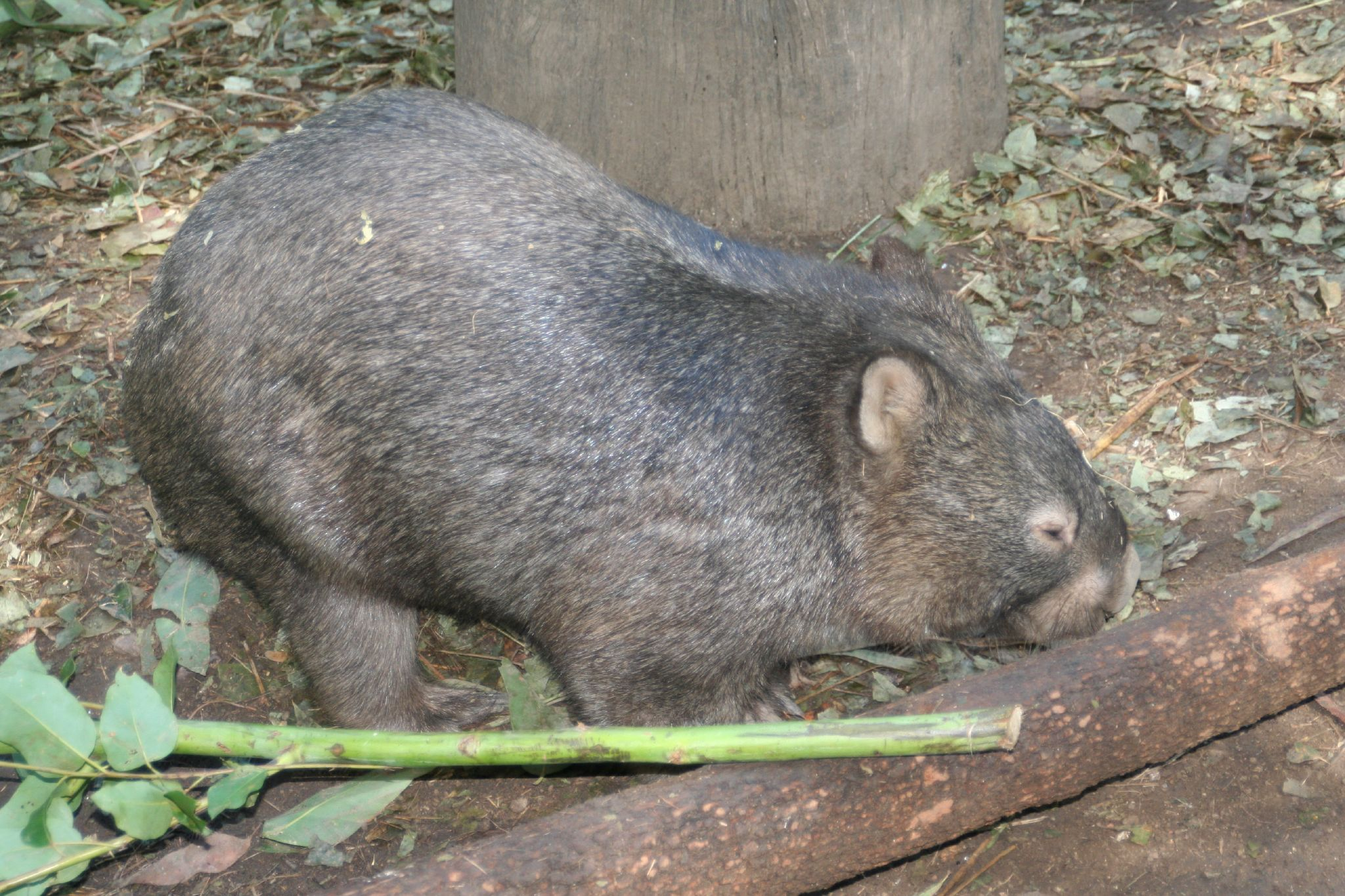
Вомбат,Vombatus ursinus
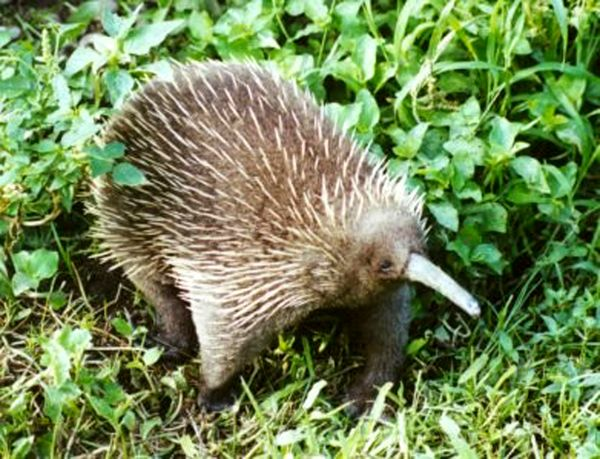
Zaglossus bruijni